# Gioan Bách Ninh Huyền
Gioan Bách Ninh Huyền (1921-?, tiếng trung:柏寧縣 (?), tiếng Anh:John Bai Ningxian) là một giám mục được mật phong của Giáo hội Công giáo Rôma.

## Tiểu sử
Giám mục họ Bách sinh ngày 20 tháng 1 năm 1921. Trải qua thời kì tu học, năm 30 tuổi - ngày 20 tháng 6 năm 1951, ông được thụ phong linh mục. Tổng giám mục Giuse Tôn Hoài Đức của Tế Nam đã mật phong chức giám mục cho ông ngày 7 tháng 5 năm 1997.
Ông được cho là đã qua đời, theo trang thống kê về giáo sĩ Catholic Hierarchy.